# Степное (Жамбылская область)
Степное (каз. Степное) — село в Кордайском районе Жамбылской области Казахстана. Административный центр Степновского сельского округа. Находится вблизи границы с Кыргызстаном, примерно в 9 км к северо-западу от села Кордай, административного центра района, на высоте 606 метров над уровнем моря. Код КАТО — 314855100.

## Население
В 1999 году численность населения села составляла 2208 человек (1095 мужчин и 1113 женщин). По данным переписи 2009 года, в селе проживало 2795 человек (1385 мужчин и 1410 женщин).